# Fuglslev Sogn
Fuglslev Sogn er et sogn i Syddjurs Provsti (Århus Stift).
I 1800-tallet var Fuglslev Sogn anneks til Tirstrup Sogn. Begge sogne hørte til Djurs Sønder Herred i Randers Amt. Tirstrup-Fuglslev  sognekommune blev ved kommunalreformen i 1970 indlemmet i Ebeltoft Kommune, som ved strukturreformen i 2007 indgik i Syddjurs Kommune.
I Fuglslev Sogn ligger Fuglslev Kirke.
I sognet findes følgende autoriserede stednavne:
- Fuglslev (bebyggelse, ejerlav)
- Fuglslev Mark (bebyggelse)
- Gravlev (bebyggelse, ejerlav)